# Escudo de red
Un Escudo de Red (Netshield o Network Shield) es un conjunto de técnicas, herramientas, equipos y dispositivos de Seguridad informática (integrados o independientes), de hardware y software, que, vinculados entre sí (o por separado), brindan una línea de defensa para una infraestructura informática.
Puede estar conformado por Clústers, Proxy Inverso, Cortafuego, etc; en dependencia del esquema de protección y las políticas de seguridad de la organización.
Su objetivo es rechazar el Black traffic (Tráfico no deseado) y permitir el White Traffic (Tráfico solicitado) hacia la red local.
- Datos: Q16563422